# Marsupilami
Marsupilami é uma série de banda desenhada criada por André Franquin., em 1952.

## O início
A primeira vez que o Marsupilami apareceu foi na revista de banda desenhada Jornal Spirou, a 13 de Março de 1952 em "Os Herdeiros" (Spirou Et Les Héritiers). Uma das condições para Fantásio receber a herança de seu tio era ter de ir à floresta da Palombia e capturar um marsupilami, um animal de cor amarela com manchas pretas e uma longa cauda, nunca visto aos olhos dos humanos (excepto pelo tio de Fantásio). O Marsupilami é capturado e torna-se então um companheiro inseparável nas aventuras de Spirou, Fantásio e do esquilo Spip.
Aparece em vários livros: "O Roubo de Marsupilami", "O Refúgio da Moreia", "Os Piratas do Silencio", "O Gorila", "O Ninho dos Marsupilamis", "O Dinossauro Congelado", "O Prisioneiro do Buda", "Z como Zorglub", "A Sombra do Z", "O Tesouro Submarino", "QRN Sobre Bretzelburg", "O Castelo do Sábio Louco / Amas-Secas Em Champignac". Mas é em 1957 no livro "O Ninho dos Marsupilamis" em que uma repórter do Mosquite, Seccotine, amiga de Spirou e Fantásio, vai à Palombia fazer um documentário sobre a vida dos Marsupilamis e como estes se reproduzem "Os primos da Palombia".

## Marsu Productions
Em 1957 surgem Gaston Lagaffe e Petit Noël e em 1968 Franquin deixa de desenhar Spirou e Fantásio e consagra-se à Banda Desenhada de Gaston Lagaffe e Petit Noël. Em 1987 surge a Marsu Productions, em que o Marsupilami se torna um herói, tendo como base a família dos Marsupilamis apresentados por Seccotine em o "Ninho dos Marsupilamis". Batem foi escolhido para trabalhar com Franquin no Marsupilami, posteriormente seguiram-se outros tais como Greg Yann, Fauche, Adam e actualmente Kaminka e Marais.
A Marsu Productions, em 1994, cede os direitos de adaptação de desenho animado à Disney e são criados vários episódios de desenhos animados. Porém estes episódios nada têm a ver com o mundo criado por Franquin, o que levou a Marsu Productions a entrar um processo contra a Disney em tribunal, que ganhou o processo. No Brasil, o desenho animado foi exibido pelo programa Disney Club (de 1998 a 2000) e Disney CRUJ (de 2001 a 2002), no SBT. Sob licença da Disney, a revista de banda desenhada Disney Adventures publicou histórias de Marsupilami entre os anos de 1993 e 1994, todas produzidas por artistas estadunidenses.
O Marsupilami, foi criado em homenagem a E. C. Segar, Criador de Popeye, foi baseado no Pilou-Pilou, um personagem "animal" que tinha mais ou menos a dimensão do Marsupilami, com um rabo curto e uma pelagem amarela e preta.
O Nome Marsupilami vem da fusão de "marsupial" com Pilou-Pilou (um personagem que Franquim adorava quando era criança) e "Ami" (amigo em francês).
Em março de 2013, a Dupuis assumiu o controle da Marsu Productions.

## Personagens
- O Mars – O primo do Marsupilami do Spirou e Fantásio.
- A Marsupilamie – A Companheira  do Marsupilami
- Os Bebés  Marsupilami  - Fêmea e dois machos sendo que um deles é negro (como nas panteras).
- O Jaguar – Predador habitante da floresta da Palombia
- Zagablione -  Director de um circo
- Noé – Palhaço do circo de Zagablione
- Chahutas – Habitantes da floresta da Palômbia
- Bip et Sarah – Irmãos que habitam na floresta da Palombia
- M. Backalive – Caçador de animais raros

## Livros
Os seguintes álbuns foram publicados pela Marsu Productions.
- 0. Capturez un Marsupilami!, 2002 - Franquin (desenhos e roteiro)
- 1. La queue du Marsupilami, 1987 - Batem e Franquin (desenhos), Greg (roteiro)
- 2. Le bébé du bout du monde, 1988 - Batem e Franquin (desenhos), Greg (roteiro)
- 3. Mars le Noir, 1989 - Batem e Franquin (desenhos), Yann (roteiro)
- 4. Le pollen du Monte Urticando, 1989 - Batem (desenhos), Yann (roteiro)
- 5. Baby Prinz, 1990 - Batem (desenhos), Yann (roteiro)
- 6. Fordlândia, 1991 - Batem (desenhos), Yann (roteiro)
- 7. L’or De Boavista, 1992 - Batem (desenhos), Yann (roteiro)
- 8. Le Temple de Boavista, 1993 - Batem (desenhos), Yann (roteiro)
- 9. Le Papillon des Cimes, 1994 - Batem (desenhos), Yann (roteiro)
- 10. Rififi en Palombie, 1996 - Batem (desenhos), Xavier Fauche e Eric Adam (roteiro)
- 11. Houba Banana, 1997 - Batem (desenhos), Xavier Fauche e Eric Adam (roteiro)
- 12. Trafic à Jollywood, 1998 - Batem (desenhos e roteiro)
- 13. Le Défilé du Jaguar, 1999 - Batem (desenhos),Kaminka e Marais (roteiro)
- 14. Un fils en or, 2000 - Batem (desenhos), Bourcquardez e Saive (roteiro)
- 15. C'est quoi ce cirque?!, 1989 - Batem (desenhos), Dugomier (roteiro)
- 16. Tous en Piste, 2003 - Batem (desenhos), Dugomier (roteiro)
- 17. L'orchidée des Chahutas, 2004 - Batem (desenhos), Dugomier (roteiro)
- 18. Robinson Academy, 2005 - Batem (desenhos), Dugomier (roteiro)
- 19. Magie Blanche, 2006 - Batem (desenhos), Colman (roteiro)
- 20. Viva Palombia!, 2007 - Batem (desenhos), Colmam (roteiro)
- 21. Red Monster, 2008 - Batem (desenhos), Colman (roteiro)
- 22. Chiquito Paradiso, 2009 - Batem (desenhos), Colman (roteiro)
- L'Encyclopedie Du Marsupilami, 1991 - Cambier et Verhoest (texto), Batem e Franquin (desenhos)

## Álbuns editados em Portugal
Edições Asa: por ordem de edição
- N.º 00 - Capturem um Marsupilami, Março de 2004  - Capturez un Marsupilami ! © Marsu Prodution, 2002 - Franquin, Batem, Greg.
- N.º 01 - A Cauda do Marsupilami, Maio de 2004 - La queue du Marsupilami, © Marsu Prodution, 1987 - Franquin, Batem, Greg.
- N.º 06 - Fordlandia - "Fordlandia", © Marsu Prodution, 1991- Franquin, Batem.
- N.º 02 - O Bebé do Fim do Mundo - Le bébé du bout du monde, © Marsu Prodution, 1988 - Franquin, Batem, Greg.
- N.º 03 - O Marsupilami Negro, Agosto de 2004 - Marsupilami 3, © Marsu Prodution, 1989 - Batem, Yann.
- N.º 04 - O Pólen do Monte Urticando - Le pollen du Monte Urticando, © Marsu Prodution, 1989 - Franquin, Batem, Yann.
- N.º 15 - Que Palhaçada é Esta? - C'est quoi ce cirque ?! © Marsu Prodution, 1989 - Franquin, Batem, Cenário: Dugomier.
- N.º 14 – Um Filho de Ouro, Agosto de 2005 - Un fils en or, © Marsu Prodution, 2000  - Batem,  Cenário: Bourcquardez et Saive
- N.º 18 - Robinson Academy, Agosto de 2006  - Robinson Academy © Marsu Prodution, 2005 - Batem, Cenário: Dugomier.
- N.º 07 – O Olho da Boavista, Novembro de 2006 - L’or De Boavista - © Marsu Prodution, 1992 - Franquin, Batem, Cenário: Yann